# 莫汉普尔莫哈马德普尔
莫汉普尔莫哈马德普尔（Mohanpur Mohammadpur），是印度北阿坎德邦Hardwar县的一个城镇。总人口8700（2001年）。

## 人口
该地2001年总人口8700人，其中男性4525人，女性4175人；0—6岁人口1188人，其中男668人，女520人；识字率67.53%，其中男性为75.12%，女性为59.31%。